# 香港警務督察協會
香港警務督察協會（英文：Hong Kong Police Inspectors' Association，縮寫：HKPIA）於1957年3月成立，為香港警務處4個協會之一，兩個督察級協會之一，其宗旨為為到會員謀取褔利，著力爭取改善從香港本地招募的警務督察級人員的聘用條件。現任主席為已退休總督察李占安；至2014年，協會有約2,100名會員，全為現職督察級警務人員。

## 歷史
香港警隊本地督察協會（Hong Kong Police Local Inspectors’ Association）的目標是拉近本地與外籍督察級人員在聘用條件上的差距，例如宿舍福利及假期等。於香港回歸後，協會重新定位目標。至2004年5月28日，更為名稱為香港警務督察協會
2010年至2011年年度，警務處的整體流失率（包括退休以及辭職）為4.86%。另外，督察級的退休年齡前流失率為1.43%；當中不少本來就擁有相關專業學歷、牌照或資格的人員於擁有10年年資後辭職，轉投法律、銀行、醫學及航空等業界發展。針對情況，香港警務督察協會研究為擁有指定年資的督察級人員爭取獲發額外的增薪點，與警員職級的人員制度一致。

## 著名成員
- 曾昭科
- 廖潔明：前主席，期間擔任達16年。於2011年加入由前保安局局長葉劉淑儀所創立的新民黨，並且代表該黨參加2011年區議會選舉觀塘翠翔選區競選，惟最終落選，後來亦退出[5]。
- 冼澤正：前執委，曾經因為辱罵香港人權監察羅沃啟及學民思潮而被網民關注。此外，他曾經多次組織聲援警務處處長曾偉雄的遊行，包括表達支持李克強訪問香港期間保安安排等[6][7][8]。

## 相關參見
- 海外督察協會
- 警司協會
- 香港警察隊員佐級協會
- 皇家香港警察協會
- 香港警務處退役同僚協會